# Црква Светог Великомученика Георгија у Кисељаку
Црква светог Великомученика Георгија (Ђурђиц) налази се у Кисељаку и припада Епархији зворничко-тузланској. Градња храма је почела 2001. године према пројекту Грађевинског предузећа „Гракис” из Кисељака. Темеље храма освештао је епископ зворничко-тузлански г. Василије 29. септембра 2001. године, а довршен храм епископ Василије је освештао 1. августа 2004. године. Димензије храма у Кисељаку су 18х9 метара.
Иконостас је од јасена и урађен у дуборезу. Дјело је Драгана Голића из Зворника. Иконе на иконостасу живописао је Живорад Илић из Лознице. Црква светог Великомученика Геогрија живописана је од 2004. до 2009. године. Живопис је дјело Гојка Ристановића из Београда.